# Belize i olympiska sommarspelen 1988
Belize deltog i de olympiska sommarspelen 1988, men ingen av landets deltagare erövrade någon medalj.

## Cykling
Herrarnas linjelopp
- Michael Lewis — fullföljde inte (→ ingen placering)
- Earl Theus — fullföljde inte (→ ingen placering)
- Fitzgerald Joseph — fullföljde inte (→ ingen placering)

## Friidrott
Herrarnas maraton
- Eugene Muslar — 2:43,29 (→ 79:e plats)
- Polin Belisle — 3:14,02 (→ 98:e plats)